# Xã Hammond, Quận Polk, Minnesota
Xã Hammond (tiếng Anh: Hammond Township) là một xã thuộc quận Polk, tiểu bang Minnesota, Hoa Kỳ. Năm 2010, dân số của xã này là 44 người.